# Americhernes plaumanni
Americhernes plaumanni är en spindeldjursart som först beskrevs av Beier 1974.  Americhernes plaumanni ingår i släktet Americhernes och familjen blindklokrypare. Inga underarter finns listade i Catalogue of Life.